# Florence Fontaine
Pour les articles homonymes, voir Fontaine.
Florence Fontaine est une costumière française née en 1964.

## Biographie
Après des études à l'École nationale supérieure des arts appliqués et des métiers d'art, elle obtient un BTS Design de mode, textile et environnement, option mode (stylisme) à l'École Duperré. Par la suite, elle travaille pour plusieurs maisons de couture et collabore sur les vidéo-clips, les spots publicitaires et les longs métrages de Michel Gondry.

## Filmographie

### Longs métrages
- 2006 : La Science des rêves de Michel Gondry, avec Gael García Bernal, Charlotte Gainsbourg, Emma de Caunes, Alain Chabat
- 2013 : L'Écume des jours de Michel Gondry, avec Romain Duris, Audrey Tautou, Omar Sy, Gad Elmaleh, Aïssa Maïga, Charlotte Le Bon, Philippe Torreton, Sacha Bourdo
- 2015 : Microbe et Gasoil de Michel Gondry
- 2016 : Sur quel pied danser comédie musicale de Paul Calori et Kostia Testut
- 2017 : Détour de Michel Gondry, pour Apple
- 2023 : Le Livre des solutions de Michel Gondry, avec Pierre Niney, Blanche Gardin, Françoise Lebrun, Frankie Wallach, Camille Rutherford, Vincent Elbaz, Mourad Boudaoud
- 2024 : Maya, donne-moi un titre de Michel Gondry

### Court métrage
- 2023 : Louis Vuitton Men's Fall - Winter 2023, prélude cinématographique réalisé par Michel Gondry et Olivier Gondry

### Vidéo-clips
- Jusqu'à la fin du monde / Julien clerc, réalisé par Michel Gondry
- Blue Cats on trees / Réal. Béatrice Pegard - Ferry
- Go The Chemical Brothers / Réal. Michel Gondry
- Love Letters Metronomy / Réal. Michel Gondry
- Dingue Emmanuelle Seigner / Réal. Eva Husson
- Dance Tonight Paul McCartney / Réal. Michel Gondry, avec Natalie Portman
- Knives Out Radiohead / Réal. Michel Gondry, avec Emma de Caunes
- Around the World Daft Punk / Réal. Michel Gondry

### Spots publicitaires
- Samsung U.S.A. / Réal. Michel Gondry
- La fabrique des rêves Galeries Lafayette / Réal. Nicolas Bary
- John Lewis Christmas 2017 / Réal. Michel Gondry
- Le beau dormant Weston / Réal. Oxmo Puccino, avec Omar Sy
- Heineken / Réal. Michel Gondry
- L'homme idéal Guerlain / Réal. Michel Gondry
- Nuage Air France / Réal. Michel Gondry
- Damiani U.S.A. / Réal. Michel Gondry, avec Brad Pitt et Miranda Otto

## Créations personnelles
Florence Fontaine conçoit et réalise ses créations personnelles, depuis de nombreuses années, dans un style raffiné aux lignes intemporelles.
Son inspiration est tournée vers l’Asie, en particulier le Japon, la haute couture, les textiles traditionnels et artisanaux. Les finitions sont soignées, la ligne est intemporelle.

## Distinctions

### Nominations
- César 2014 : César des meilleurs costumes pour L'Écume des jours de Michel Gondry[1]